# آق‌تپه، ترکمنستان
آق‌دپه یا آق‌تپه (به ترکمنی: Akdepe، آق‌دپه) یک منطقهٔ مسکونی در ترکمنستان است که در استان داش‌اغوز واقع شده‌است.